# Josette Bournet
Josette Bournet, née le 19 août 1905 à Vichy et morte le 12 février 1962 à Nice, est une artiste peintre française,,.

## Biographie
Josette Marguerite Téreille est née à Vichy le 19 août 1905. Elle est fille de Philippe Téreille et Marie (dite « Marguerite ») Claussat, mariés le 8 février 1904 à Clermont-Ferrand.
Ses deux grand-mères sont originaires de Châteldon, dans le Puy-de-Dôme. Son grand-père paternel, originaire de la Creuse, a acquis à Vichy l'Hôtel du Beaujolais, qu'exploitent les parents de Josette. Son grand-père maternel, Joseph Claussat « père » (1846-1910), est originaire de Pont-du-Château. Il épouse en 1872 Elisabeth Dassaud, fille d'un aubergiste de Châteldon. En 1881, il est élu maire de la commune, et en 1883 conseiller général du Puy-de-Dôme, sous l'étiquette radical-socialiste. Son fils Joseph occupera ces mêmes fonctions en 1907 et 1908.
Aux alentours de 1919, la famille Téreille s'installe à Nice, pour y gérer deux hôtels, le Scribe et le Prince de Galles. Josette rencontre Louis Bournet, qu'elle épouse en 1921 — elle est alors âgée de 16 ans. En 1925, Josette est invitée par sa sœur Jeanne, alors élève aux Arts décoratifs de Nice, à peindre au bord de mer. Jean Denisse, son professeur, s’enthousiasme pour les croquis de Josette, qui rejoint les Arts décoratifs.
En 1926, Josette et Louis Bournet se séparent. Josette part à Paris. Elle suit d'abord des cours à l'Académie de la Grande Chaumière, puis entre en 1928 aux Ateliers d'art sacré, que dirigent Maurice Denis et George Desvallières. À partir de 1929, elle expose régulièrement au Salon d'automne, dont elle devient sociétaire en 1935, au Salon des indépendants et au Salon des Tuileries.
Divorcée de Louis Bournet, elle épouse en 1933 André Leca, avec qui elle vit depuis plusieurs années. Elle gardera cependant toujours le patronyme de son premier mari comme nom d'artiste. Le couple Leca loue un atelier au 19 villa Seurat (Paris XIVe) et partage sa vie entre Paris et Nice. Impliqué dans la vie culturelle de son temps, militants socialistes, le couple côtoie peintres et écrivains et noue de solides amitiés : Hermine David, Louise Hervieu, Marcel Arland, Jean Follain, Athanase Apartis, Marcel Gromaire, Édouard Goerg, Maurice Mazo, Charles Vildrac, Mela Muter, etc.
André Leca, décédé en 1952, à 46 ans, et Josette Bournet, décédée en 1962, à 56 ans, sont inhumés au cimetière de Châteldon.

## Œuvre
L’œuvre de Josette Bournet est figurative. L’artiste utilise d’abord de façon privilégiée l’huile sur bois ou sur toile, puis développe des techniques de peinture à la colle sur fibrociment, carton ou bois, et, surtout, de peinture à l'œuf sur isorel, carton ou papier. Elle réalise également à partir de la fin des années 1940 des travaux en argile et céramique,.
L'œuvre de Josette Bournet comprend de nombreux portraits, de ses proches et de ses amis, parmi lesquels figurent nombre d'artistes de son temps, en particulier Athanase Apartis, Luc Benoist, Emilie Charmy, Monique Desvallières, Jean Follain, Mateo Hernández (es), Jeannine Guillou (épouse de Nicolas de Staël), Pierre Isorni, Mela Muter, André Salmon, Rossane Timotheeff-Lurçat, Charles Vildrac... Josette Bournet a également fait le portrait de l'homme politique italien Pietro Nenni, à la fin des années 1930.
Outre les portraits, l'œuvre comprend des marines, peintes dans la région de Nice, en Bretagne et en Normandie, des natures mortes et des œuvres religieuses. Des compositions à thème religieux sont présentes dans l’église de Châteldon (Annonciation, 1953), dans l’église Notre-Dame-du-Bon-Voyage à Nice (Annonciation, 1957 ; œuvre d’abord composée pour le séminaire Saint-Paul à Cannes), dans l’église de Saint-André-de-la-Roche (fresque, 1959) et dans l'église Sainte-Bernadette des Garets à Vichy (Crucifixion et Pietà, 1961 ; œuvres d’abord composées pour l'église Saint-Louis de Vichy).

## Expositions rétrospectives
- Clermont-Ferrand, 15 novembre - 24 décembre 2004, Hôtel du Département : Une élégance éclectique.
- Vichy, 57e salon de l'Académie du Vernet, 13 août - 18 septembre 2005 : Une quintessence du XXe siècle figuratif.